# John Lindley

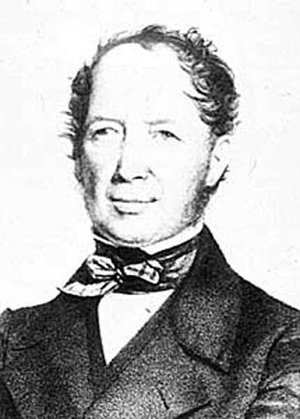
John Lindley, troligen omkring 22 år.

John Lindley, född 5 februari 1799, död 1 november 1865, var en brittisk botaniker.
Lindley föddes i Catton i närheten av Norwich, där hans far George Lindley, författare till A Guide to the Orchard and Kitchen Garden, ägde en plantskola.
Han inresserade sig särskilt för Pteridophyta (ormbunksväxter), fossiler, mykologi (svampar), Bryophyta (bladmossor), Algae (alger) och Spermatophyta (fröväxter).
Lindley var väsentligen verksam som deskriptiv systematiker och utgav ett flertal förtjänstfulla encyklopediska verk. Han anställdes 1818 vid Joseph Banks bibliotek, och blev fyra år senare sekreterare vid Royal Horticultural Society. Mellan 1829-1860 var han professor vid University College i London.
Auktorsnamnet Lindl. kan användas för John Lindley i samband med ett vetenskapligt namn inom botaniken; se Wikipediaartiklar som länkar till auktorsnamnet.

## Publikationer

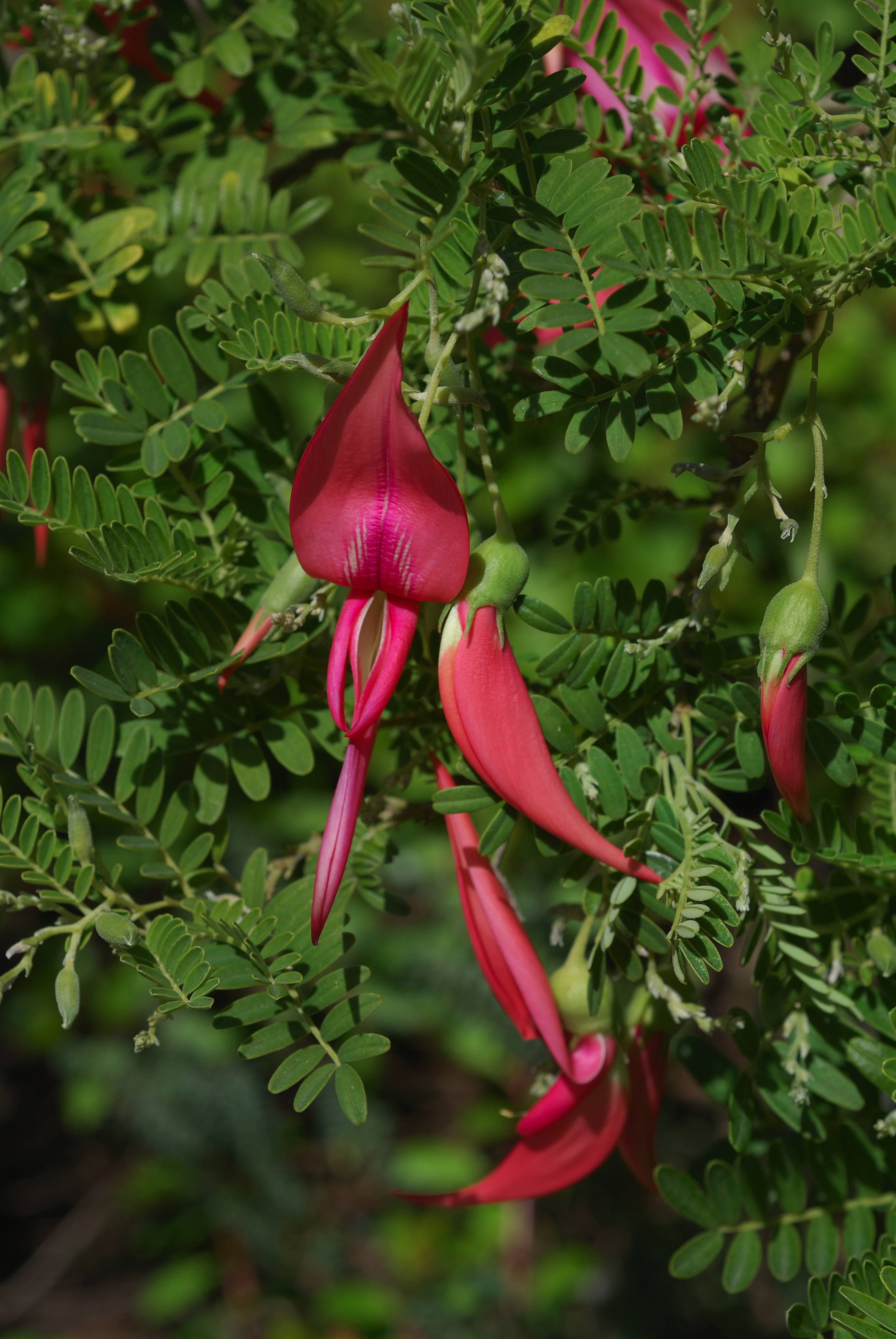
Clianthus puniceus

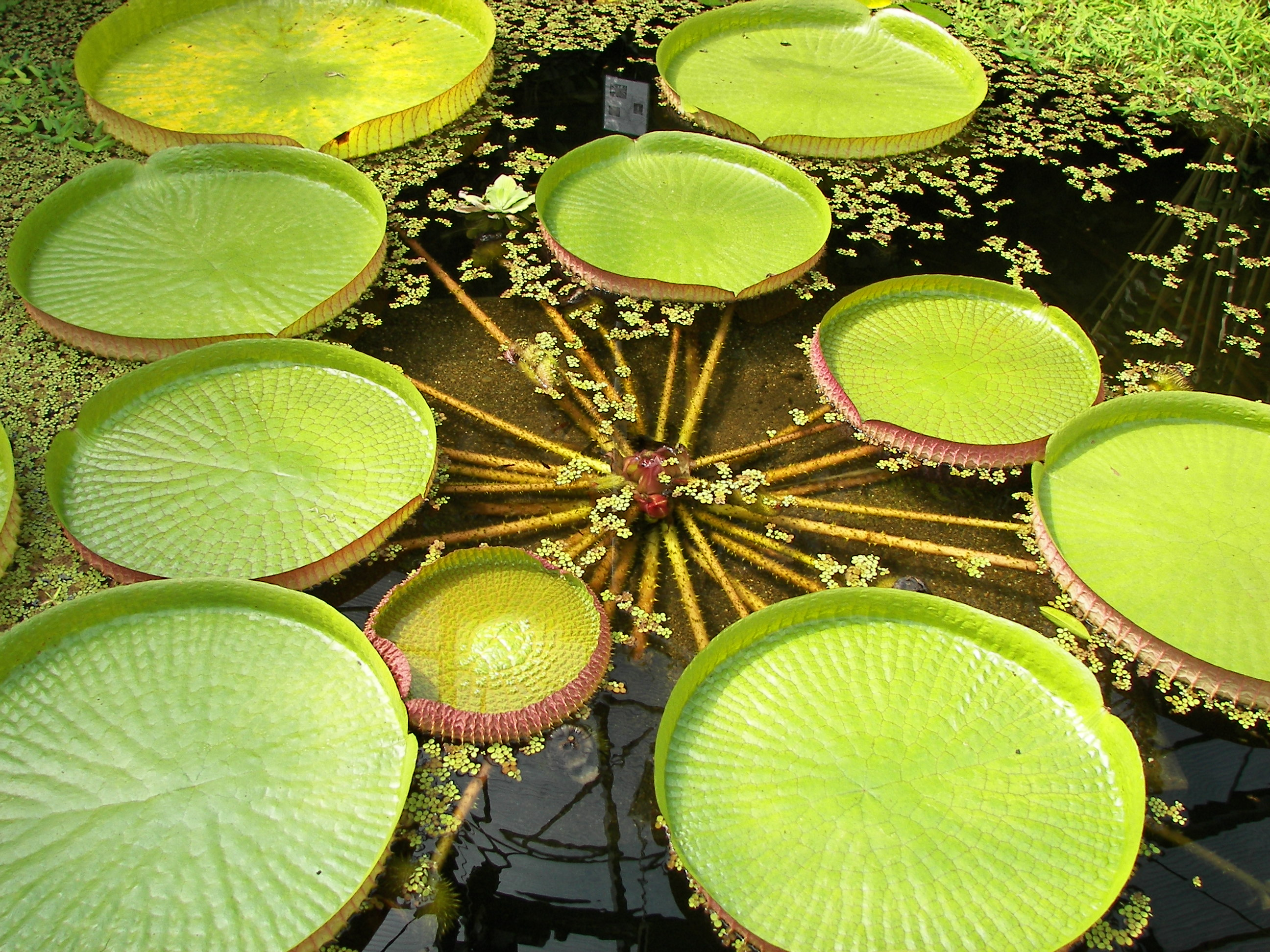
Victoria regia

- 1819 Observations on the structure of fruits and seeds, 100 sidor med sex planscher tecknade av Lindley jämte dennes egna kommentarer. Översättning från franska av Louis Claude Richard: Analyse du fruit inklusive författarens rättelser. [13]<
- 1820 Rosarum Monographia, a botanical history of roses. To which is added, an appendix for the use of cultivators, in which the most remarkable garden varieties are systematically arranged, With nineteen plates. 156 sidor. 18 planscher är manuellt infärgade kopparstick tecknade av Lindley (nr 9 ofärgad, tecknad av J. Curtis). Tillägnad Charles Lyell. Utgåva 2 (1839) omfattade 156 sidor.
Fransk utgåva 1824, 182 sidor, Monographie du genre Rosier. traduite de l'Anglais avec des notes de L.Joffrin suivie d'un appendice sur les roses cultivées dans les jardins de Paris et environs- Par M. de Pronville
- 1821 Observations on Pomaceae.a)
__________
a) Avser botaniska familjen Pomaceae (vildapel). Ej att förväxla med  zoologiska familjen Pomaceae (äppelsnäckor).
- 1821 Collectanea botanica figures and botanical illustrations of rare and curious exotic plants. Åtta delar med 43 planscher. 41 kopparstick, varav 40 är i färg, tecknade av Ferdinand Bauer, J, Curtis, M. Hart, William Hooker, W. J. Hooker, Barbara Laurence och John Lindley.
- 1821 Digitalum Monographia sistens historia botanicam generis, tabulis omnium specierum hactenus cognitarum illustratam, ut plurium confectis ad icones Ferdinandii Bauer penes Gulielmum Catteley, Arm Cura Johannis Lindley. 28 planscher, varav 5 är ofärgade, och de övriga manuellt färgade kopparstick. 22 är graverade av Ferdinand Bauer, 1 av Francis Bauer och 5 av John Lindley.
- 1824 Report upon the new or rare plants which have flowered in the garden of the Horticural Society of Chiswick, from its first formation to March 1824
- 1826 Orchidwarum aceletos. Commisit Johannes Lindlay, Londini
- 1829 A synopsis of the British flora; arranged according to the natural orders; containing vascular, or flowering plants, 360 sidor. Utgåva 2 (1835), 376 sidor, Utgåva 3 (1841) 382 sidor. Många tillägg, rättelser och förbättringar, reviderad utgåva 3 [1859], 382 sidor.
- 1830 An outline of the first principlies of botany. 106 sidor, 4 ofärgade litografier. Utgåva 2 kallades A key to structural botany och var en kombination med Nixum planetarium Se nedan(1835). Upplagor f o m 1841 hade titeln Elements of botany.
- 1830 – 1840 The genera and species of orchidaceous plants. 7 delar, 570 sidor. De fyra första delarna hade en något avvikande stavning: orchideous i st f orchidaceous.
- 1830 An introduction to the natural system of botany a systematic view of the organisation, natural affinities, and geographical distribution, of the whole vegetable kingdom; together with the uses of the most important species in medicine,  the arts, and rural or domestic economy. 422 sidor. Amerikansk utgåva (1831) med bihang av John Torrey, 422 sidor. Tysk utgåva Einleitung in das natürlichen System des Botanik oder systematische Uebersich der Organisation, natürlichen Vervandschaften und geographischen Verbreitung des ganzen Plantzenreichs, nebst Angnabe des Nutzens der wichtigsten Arten in der Heilkunde den Künsten und der Haus- und Feldwirtschaft (1833), översatt av J. B. Wilbrand
- 1832 An introduction to botany, 573 sidor med 6 kopparstick och ett stort antal träsnitt. Utgåva 2 (1835) 594 sidor och 6 planscher, med rättelser och många tillägg. Utgåva 3 (1839) 606 sidor och 6 planchef. Utgåva 4, i 2 band, sammanlagt 852 sidor och 6 planscher, med rättelser och många tillägg.
- 1833 Nixus plantarum. (Inarbetad I An outline of the first principlies of botany Se ovan
Tysk utgåva: C. T. Beilschmied Die Stämme des Gewåchsreiches, verdeutscht durch C. T. Beilschmied. Mit einer Vorerinnerung von Dr. C. G. Nees von Esenbeck, 54 sidor. (1834)
- 1834 Note upon a handsome and hardy plant, called Clianthus puniceus, 7 sidor.
- 1835 A key to structural, physiological and systematic botany, for the use of classes.
Ungersk utgåva (1836).
Fransk utgåva (1838).
- 1837 Victoria regia, a notice of Victoria regia, a new nymphaeaceaous plant discovered by Mr. R. H. Schomburgk in British Guayana (Jättenäckros), 7 sidor med en litografi efter en teckning av Schomburgk, tillägnad drottning Victoria. Nu gällande, synonyma namn, är Victoria amazonica
- 1837 – 1841 Sertum oechidaceum a wreath of the most beautiful orchidaceous flowers, 10 delar med 1 à 2 färglitografier i varje varje, sammanlagt 49 st, de flesta efter teckningar av Miss S. A. Drake. Faksimilutgåva, Amsterdam (1974).
- 1838 Flora medica; a botanical account of all the more important plants used in medicine, in different parts of the world, 669 sidor.
- 1839 – 1840 Bihang till de första 23 banden av Edward's Botanical Register: consisting of a complete alphabetical and systematical index of names, synonyms, and matter, adjusted to the present state of systematical botany; together with A sketch of the vegetation of the Swan river colony. 9 färgplanscher med 18 färgteckningar av växter, och med fyra träsnitt. 3 band.
- 1840 The theory of horticulture.
- 1840 Pomologia britannica, en detaljerad beskrivning av systematisk botanik. 3 band med 152 planscher.
- 1841 Elements of botany, structural, physiological, systematical, and medicinal; being a fourth edition of the Outline of the first principles of botany. 296 sidor. Utgåva 5, 154 sidor, (1847) utgåva 6, 154 sidor. Innehåller a sketch of the artificial methods of classification, and a glossary of technical terms, med några rättelser (1849). Ny utgåva 1861. Översättningar till tyska (1831), franska (1832), italienska (1834), portugisiska (1840), ryska (1839). svenska (1832, 1842).
- 1846 The vegetable kingdom, the structure, classification, and uses of plants, illustrated upon the natural system. 926 sidor, 526 illustrationer. Utgåva 2, utan större ändringar (1847), utgåva 3 med åtskilliga tillägg, 952 sidor, 526 illustrationer (1853).
- 1846 Orchidaceae lindenianae, notes upon a collection of orchids formed in Colombia and Cuba, by Mr. J. Linden, 36 sidor.
- 1849 Medical and economical botany, 278 sidor, 363 illustrationer.
- 1852 – 1859 Folia orchidacea. An enumeration of the known species of orchids, 414 sidor i 9 delar. Faksimilutgåva 1964, ISBN 90-6123-088-8.

### Som medförfattare
- 1823 J. Donn: Hortus cantabrigensis, utgåva 10 samt utgåva 11 (1826), utgåva 12 (1831) och utgåva 13 (1845).
- 1829 – 1847 Edward's Botanical Register. Utgivare för delarna 16 – 23 samt svarade för huvudsakliga innehållet i kapitlet om W. T. Stearn.
- Illustrations of orchidaceous plants F. A. Bauer.
- Flora graeca J. Sibthorp.
- Utgivare av The ferns of Great Britain J. Moore.
- 1828 – 1839 Utgivare av Pomological Magazine, delarna 1 – 3.
- 1831 – 1837 The fossil flora of Great Britain figures and descriptions of the vegetable remains found in a fossil state in this country, 3 band med 230 illustrationer (medförfattare William Hutton).
- Lawson's Pinetum, delarna 1 – 3 (E. J. Ravenscroft).
- Exotic flora W. J. Hooker.
- 1841 The Gardener's chronicle. Tidskrift grundad av Lindley tillsammans med några kollegor.[12]
- 1850 – 1853 Paxton's flower garden. Medförfattare Sir Joseph Paxton. Planerat 10 band i månatliga häften. Varje häfte innehåller 3 färgplanscher med text och Gleanings and original memoranda. Sammanlagt 108 manuellt färgade litografier av L. Constans och 314  ofärgade  gravyrer i texten. Nyutgåva 1883 – 1884 i 3 band; band 1 195 sidor, band 2 183 sidor, band 3 179 sidor.

## Eponymer
- (Flacourtiaceae) Lindleya Kunth, 1821 (nom. inval.)
- (Theaceae) Lindleya Nees, 1821 (nom. rej.)
- (Rosaceae) Lindleya Kunth, 1823
- (Rosaceae) Lindleya Humb., Bonpl. & Kunth, 1824 (nom. cons.) Baseonym, Mexiko
- (Orchidaceae) Neolindleya Kraenzl., 1899
- (Orchidaceae) Lindleyella Rydb., 1908 a)
- (Orchidaceae) Lindleyella Schltr., 1914 (nom. illeg.)
- Neolindleyella Fedde, 1940 a)
- Lindleyara Garay & H.R.Sweet, 1966
- Lindleycladus T.Harris, 1979 (Fossil)[14]

–––––––––––––––

a) Lindleyella Rydb. och Neolindleyella Fedde är synonyma.